# 이익치
이익치(李益治, 1944년 2월 10일 ~ , 서울)는 대한민국의 기업인, 금융인이다.

## 인물
경기고등학교 와 서울대학교 상과대학을 졸업하고 1969년 현대건설에 입사, 입사한 지 6개월 만에 현대그룹 정주영 명예회장의 비서로 발탁돼 경영 수업을 받았다. 1996년 1월에 현대증권의 대표이사 부사장으로 취임하여 증권가에 입성해 3년 뒤인 1999년에 현대증권의 회장으로 승진했다. 현대증권 회장으로 재직할 당시 주식형 수익증권 ‘바이코리아 펀드’를 만들어 투자자들의 호응을 얻기도 했다. 그러나 1999년 9월에 현대전자 주가조작사건에 연루돼 시세조종 등의 혐의로 구속 수감됐고 1심에서 징역 2년, 집행유예 3년을 선고받았다.

## 출신 학교
- 경기고등학교[1]
- 서울대학교 상학 학사

## 주요 경력
- 1969년 : 현대건설 입사
- 1977년 : 현대건설 부장
- 1982년 : 현대엔진 전무
- 1987년 : 현대중공업 전무이사
- 1993년 : 현대해상화재보험 부사장
- 1996년 : 현대증권 대표이사 부사장
- 1996년 : 현대증권 대표이사 사장
- 1999년 ~ 2000년 : 현대증권 대표이사 회장